# Навчально-науковий інститут журналістики Київського національного університету імені Тараса Шевченка
Навчально-науковий інститу́т журналі́стики Київського національного університету імені Тараса Шевченка — структурний підрозділ Київського національного університету ім. Шевченка.

## Історія
Заснований 1947 року як відділення філологічного факультету, з 1953 — перший в Україні факультет журналістики.
У 1993 році перейменовано на інститут, сучасна назва — з 2021 року.
Міститься в навчальному корпусі на вулиці Іллєнка, 36/1 (до 1992 працював у корпусі гуманітарних факультетів на бульварі Тараса Шевченка, 14).

## Сучасний стан
Випускає магістрів та бакалаврів за напрямами:
- журналістика;
- видавнича справа та редагування;
- реклама та зв'язки з громадськістю;
- кіно- і телемистецтво
- медіапродюсування

В інституті функціонувала спеціалізована вчена рада Д 26.001.34 за спеціальностями 27.00.01 — Теорія та історія комунікацій, 27.00.07 — Соціальна інформатика, 27.00.06 — Прикладні соціально-комунікаційні технології. Головою ради був професор Валерій Іванов.

## Кафедри
Станом на грудень 2024 року в інституті діяли наступні кафедри:
- соціальних комунікацій (до 2008 року — кафедра теорії масової комунікації);
- редакційно-видавничих технологій і продюсування (до 2024 року — кафедра видавничої справи та редагування);
- друкованих медіа та історії журналістики (до 2024 року — кафедра періодичної преси і кафедра історії журналістики);
- аудіовізуальних медіа (до 2024 року — кафедра телебачення і радіомовлення);
- реклами та зв'язків з громадськістю (до 2008 року — кафедра організації масово-інформаційної діяльності);
- мови медіа (до 2024 року — кафедра мови та стилістики);
- кіно- і телемистецтва;
- онлайн-медіа (до 2024 року — кафедра мультимедійних технологій і медіадизайну).

### Лабораторії та студії
- Інформаційно-обчислювальний сектор;
- Навчально-видавнича група;
- Навчально-поліграфічний сектор;
- Міжкафедральна навчальна медіалабораторія[2].

## Кафедра соціальних комунікацій
Катедра соціальних комунікацій — один із наймолодших підрозділів в Інституті журналістики. Створена 13 травня 2002 року як кафедра теорії масової комунікації, за короткий час здобула провідну роль у навчально-методичному та науковому житті інституту.

## Кафедра видавничої справи та редагування
Кафедра видавничої справи та редагування створена 1996 року на базі кафедри журналістської майстерності. Того ж року в Інституті журналістики було відкрито спеціалізацію «Видавнича справа та редагування», а у 1999 році — відділення видавничої справи. Біля витоків відкриття спеціальності видавнича справа і редагування стояв професор В. В. Різун, який був і першим завідувачем кафедри. Підготовка спеціалістів здійснюється за спеціалізаціями: редактор книжкових і газетно-журнальних видань та редактор електронних видань (разом із кафедрою електронних видань та медіадизайну).
У 2002—2010 роках кафедру очолював професор Микола Тимошик. Кафедра є випусковою на відділенні видавничої справи та редагування, завідувач — доцент Василь Теремко.

## Кафедра історії журналістики
Кафедра створена на факультеті журналістики Київського державного університету восени 1953 року. У липні — вересні наказом виконувача обов'язків ректора було здійснено перерозподіл навантаження та внесено зміни в штатний розклад: частина викладачів кафедри теорії і практики радянської преси влилася до складу нового підрозділу.

## Кафедра мови медіа
Створена 1972 року під назвою кафедра стилістики, редагування і видавничої справи. З 1990 мала назву кафедра стилістики та редагування, з 1992 — кафедра мови засобів масової інформації, з 1994 — кафедра мови та стилістики. Сучасна назва — з 2024 року. Після об'єднання 2017 з кафедрою іноземних мов поділяється на секцію української мови та секцію іноземних мов.
Завідувачами кафедри були доктори філологічних наук, професори: Алла Коваль (1972–1988), Олександр Пономарів (1988–2001), Наталя Непийвода (2001–2004); з 2004 кафедру очолює доктор філологічних наук, професор Наталя Шумарова. Також на кафедрі працювали відомі науковці і педагоги — доктори філологічних наук, професори: Володимир Різун, Георгій Почепцов, Роман Іванченко, Марія Фурдуй, Анастасія Мамалига та інші.
Напрями наукових досліджень кафедри: лінгвокомунікативні параметри медіадискурсу, культура мовлення і стилістика медійних текстів, теорія твору й тексту, теорія сприймання та розуміння твору, типологія помилок у медіамовленні.
Викладачі кафедри читають нормативні курси «Мовна підготовка: українська мова», «Мовна підготовка: іноземна мова», «Мовна підготовка: редагування», «Мовна підготовка: синхронний переклад», викладають низку вибіркових дисциплін і спецкурсів.
На базі кафедри протягом 1994—2019 щороку проходили Міжнародні науково-практичні конференції з питань розвитку й функціонування української мови (з 2010 — під постійною назвою «Мова. Суспільство. Журналістика»), у 2001—2018 виходив щорічний науковий збірник «Стиль і текст».

## Кафедра мультимедійних технологій та медіадизайну
Кафедра була створена спочатку як кафедра електронних видань і медіадизайну у 2009 р. шляхом поділу однієї з найбільших і найпотужніших кафедр — видавничої справи та редагування. Перший завідувач — професор, доктор філологічних наук Черняков Борис Іванович. Нині завідувач кафедри — доктор наук із соціальних комунікацій Шевченко Вікторія Едуардівна.
На кафедрі активно провадяться наукові та методичні розробки. Наукова тема кафедри «Комунікаційні технології конвергентних ЗМІ».
Наукова проблематика кафедри (затверджена на засіданні кафедри електронних видань і медіадизайну (протокол № 7 від 15 лютого 2016 р.):
- агрегація, редагування, верифікація контенту та його просування в інтернеті;
- система комунікаційних технологій, краудсорсинг та партисипативні моделі у діяльності конвергентних медій;
- концепції дослідження візуальних комунікацій;
- механізми зорового сприйняття медійного повідомлення;
- специфіка мережевої комунікації: природа, характер, форми, тренди, тенденції;
- технології пошуку та аналізу даних для медійних продуктів;
- візуалізація контенту та мультимедійний сторітелінг;
- комунікативність і комунікативний потенціал засобів композиційно-графічного моделювання;
- технології опрацювання вербального та візуального контенту, підготовки оригінал-макетів друкованих та електронних видань, рекламної продукції;
- моніторинг медій та аналіз інформаційних потоків в аспекті соціально-комунікаційних процесів сучасного медіапростору;
- розробка та просування медійних сайтів на динамічних платформах;
- комунікаційні стратегії для залучення читацької уваги до інтернет-видань;
- теоретико-методологічні аспекти вивчення стратегій розвитку мережевих ресурсів;
- стратегії управління активністю аудиторії;
- мотивація творчих та комунікаційних потреб аудиторії;
- конвергентна модель регулювання поширення та використання медіаконтенту в цифровому медіапросторі.  [Архівовано 4 березня 2016 у Wayback Machine.]

## Студії та лабораторії інституту
- Інформаційно-обчислювальний сектор
- Навчально-видавнича група
- Навчально-поліграфічний сектор
- Міжкафедральна навчальна медіалабораторія [Архівовано 21 квітня 2017 у Wayback Machine.]

## Директори (декани)
Біля початків журналістської освіти на рівні відділення філологічного факультету стояли:
- Рубан Володимир Андрійович, 1947—1948
- Зозуля Іван Андрійович, 1948—1950,
- Прожогін Василь Єлизарович, 1951—1952

### Декани
- Слободянюк Іван Никифорович, 1953—1955, 1957—1959
- Шестопал Матвій Михайлович, 1955—1957
- Рубан Володимир Андрійович, 1959—1965
- Прилюк Дмитро Михайлович, 1965—1969
- Бондар Євген Прокопович, 1969—1971
- Маркевич Олександр Петрович, 1971—1972
- Прилюк Дмитро Михайлович, 1972—1982
- (В. о. декана Мукомела Олександр Гнатович, 1982—1983)
- Москаленко Анатолій Захарович, 1983—1993

### Директори
- Москаленко Анатолій Захарович, 1993—1999
- Різун Володимир Володимирович, 2000—2023
- Бондар Юрій Володимирович, з 2024

## Відомі випускники
Див. також Категорія:Випускники Навчально-наукового інституту журналістики КНУ імені Тараса Шевченка
- Антипович Георгій/Юрій Володимирович
- Ар'єв Володимир Ігорович
- Безлюдна Ганна Віталіївна
- Богдан Павло Дмитрович
- Босянок Денис Миколайович
- Брюховецький В'ячеслав Степанович
- Варич/Коноваленко Ольга Степанівна
- Волошиненко Анатолій Миколайович
- Гомонай Ганна Станіславівна.
- Гончарук/Карповець Ніна Григорівна
- Горобець Олександр Олександрович
- Гужва Валерій Федорович
- Задоянчук Олег Іванович
- Іванюк Сергій Семенович
- Климчук Василь Анатолійович
- Коваленко Віктор Васильович
- Крищенко Вадим Дмитрович
- Крутій Віталій Іванович
- Кузнецова Інна Станіславівна
- Кущ/Вербиченко Ліна Володимирівна
- Кущ Павло Вікторович
- Лещенко Сергій Анатолійович
- Макляк Віктор Вікторович
- Мацько Віталій Петрович
- Мостова Юлія Володимирівна
- Найда Іванна Анатоліївна
- Олійник Борис Ілліч
- Півненко Анатолій Васильович
- Пелих Ігор Дмитрович
- Пузій Володимир Костянтинович
- Руденко Сергій Валерійович
- Савенко Олександр Миколайович
- Сердюк Максим Сергійович
- Симоненко Василь Андрійович
- Скрипін Роман Андрійович
- Сорока Михайло Михайлович
- Ставничий Анатолій Станіславович
- Стогній Костянтин Петрович
- Терещенко Олесь Володимирович
- Ткаченко Олександр Владиславович
- Третьяков Роберт Степанович
- Фіцич Наталія Степанівна
- Халік Олена Олександрівна
- Цибульський Анатолій Степанович
- Череп-Пероганич Тетяна Павлівна
- Чорновіл В'ячеслав Максимович
- Шевченко Андрій Віталійович
- Шевченко Віталій Федорович
- Шевченко Сергій Володимирович
- Шкрібляк Микола Миколайович

## Діяльність студентів
В інституті щороку організовують фестиваль «Журналістська весна». У 2010—2012 роках проходили щорічні фестивалі молодих видавців та редакторів («Штурмові загони Ґутенберґа»), студенти видавали газети «Жужужу», «Ять», «Сирець», «Редактор». Нині майбутні теле- і радіожурналісти працюють у межах проєктів Campus Radio, «Студент-TV», «Новини університету Шевченка». З 2011 в Інституті функціонує театральна студія «Комільфо», діяли вокально-етнографічні колективи «Калина», «Катруся» та ін.

## Викладачі
- Різун Володимир Володимирович
- Пономарів Олександр Данилович
- Теремко Василь Іванович
- Шумарова Наталія Петрівна
- Бондар Юрій Володимирович
- Женченко Марина Іванівна
- Рябічев Вячеслав Львович
- Прихода Ярослава-Мирослава Василівна
- Клічак Василь Йосипович‎
- Нагорняк Майя Володимирівна
- Олтаржевський Дмитро Олегович
- Підлуцький Олексій Георгійович
- Цимбаленко Євген Станіславович
- Черемних Інна Володимирівна

## Наукові видання інституту
- Актуальні питання масової комунікації
- Вісник Київського національного університету ім. Шевченка. Серія «Журналістика»
- Журналістика (журнал)
- Наукові записки Інституту журналістики — видання, засноване у 2000 році, виходить щоквартально. Адаптує лекційні матеріали, вміщує рецензії новинок друку, що стосуються освіти, науки; інформує про наукові та навчальні напрацювання Інституту. Протягом перших 13-ти років у науковому збірнику опубліковано 1512 статей і повідомлень понад 600 авторів — докторантів, аспірантів, здобувачів та студентів з України, Польщі, Китаю, Ірану, Іраку, Сирії[9]. У 2015 році пройшов наукову експертизу, включено до Переліку наукових фахових видань України (категорія Б)[10].
- Образ (журнал)
- Стиль і текст
- Українське журналістикознавство

## Пам'ятні знаки
- Алея пам'яті Матвія Шестопала перед навчальним корпусом (закладено 2008 року) та пам'ятний знак із барельєфом М. Шестопала (відкрито 2012 року)
- Пам'ятна дошка Анатолієві Москаленку біля навчальної авдиторії його імені (авдиторія № 21)
- Меморіальна дошка Матвієві Шестопалу
- Меморіальна дошка В'ячеславові Чорноволу біля навчальної авдиторії його імені (авдиторія № 23), відкрито 2021 року
- Навчальна авдиторія імені В'ячеслава Веремія (авдиторія № 22)

Пам'ятні дошки встановлено в навчальному корпусі на 2-му поверсі.

## Зображення

Меморіальна дошка Анатолієві Москаленку
Меморіальна дошка В'ячеславові Чорноволу
Лекційна авдиторія № 23 імені В'ячеслава Чорновола